# Yapgraben

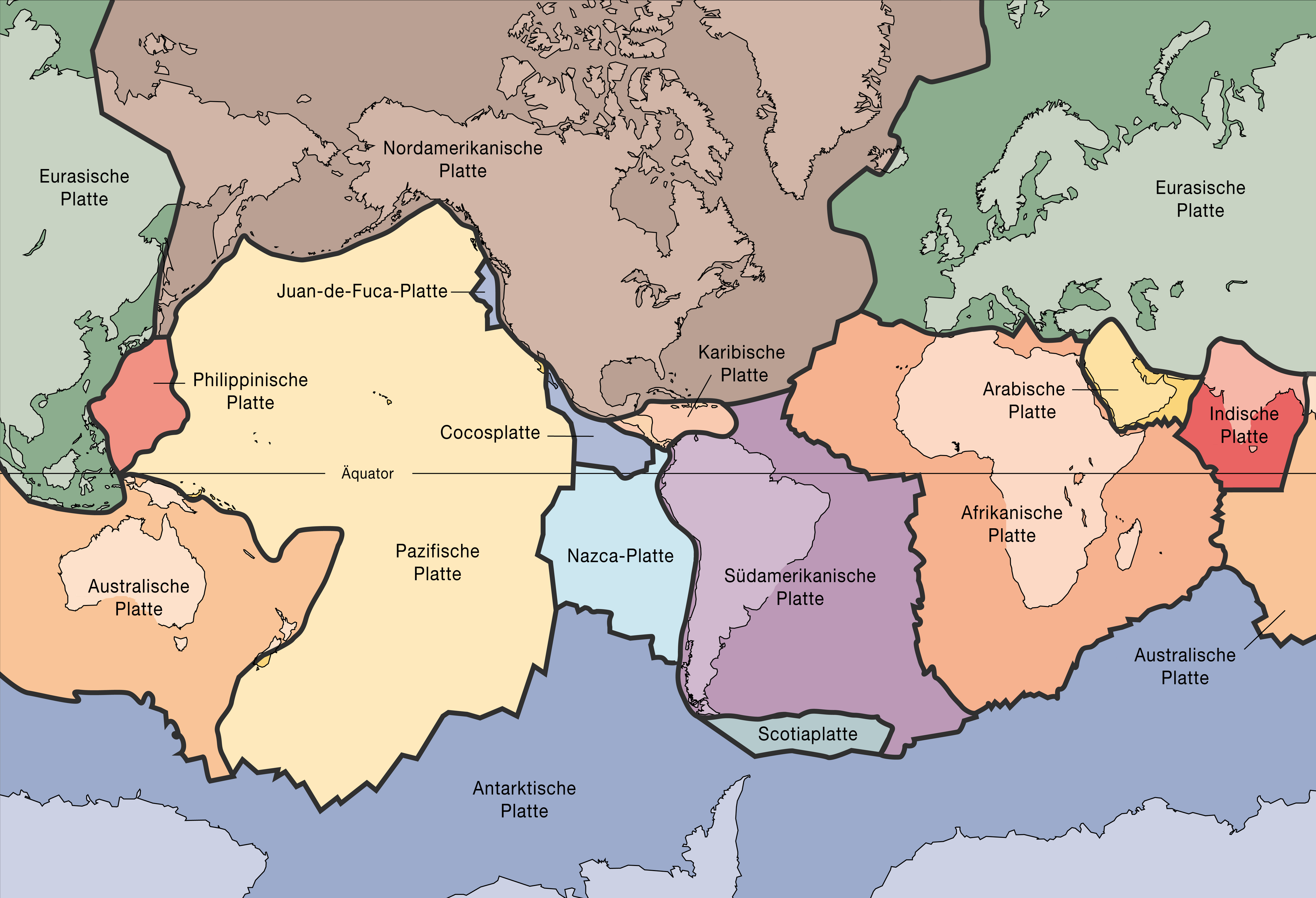
Tektonische Platten mit Kontinenten im Hintergrund

Der Yapgraben ist eine bis 8850 m tiefe und 560 km lange Tiefseerinne im westlichen Teil des Pazifischen Ozeans (Pazifik).

## Geographie
Er befindet sich ungefähr zwischen dem Philippinenbecken im Norden, dem Marianengraben im Nordosten, den Karolinen im Osten, dem Westkarolinenbecken im Süden, dem Palaugraben im Südwesten und den Yap-Inseln im Westen. Dort liegt er etwa zwischen 8 und 11° nördlicher Breite sowie 138 und 139° östlicher Länge.
Koordinaten: 10° 0′ 0″ N, 138° 0′ 0″ O

## Geologie
Der Yapgraben bildet den südöstlichen Teil der tief eingeschnittenen Nahtstelle von Philippinischer Platte im Westen und Pazifischer Platte im Osten.